# Gabriela González
Gabriela González (Còrdova, Argentina, 24 de febrer de 1965) és una científica especialitzada en física.
Actualment exerceix com a investigadora a la Universitat Estatal de Louisiana i és portaveu del grup de col·laboració científica de LIGO. Ha publicat diversos articles sobre el moviment brownià com un límit a la sensibilitat en la detecció d'ones gravitacionals i té un interès en anàlisi de dades per a l'astronomia d'ones gravitacionals.
Al febrer de 2016 va ser una dels quatre científics de LIGO presents en l'anunci de la primera observació ondulatòria gravitacional, detectada al setembre de 2015. Els altres científics van ser David Reitze, Rainer Weiss i Kip Thorne.
L'abril de 2017 va rebre el premi NAS al descobriment científic de l'Acadèmia Nacional de Ciències dels Estats Units.

## Aportacions científiques
El descobriment més important efectuat pel grup de científics de l'observatori LIGO liderat per Gabriela és, a data d'abril del 2017, la confirmació de l'existència de les ones gravitacionals. No obstant això, al principi no es va concedir gaire importància a aquesta troballa, encara que les proves realitzades amb posterioritat van acabar determinant que, efectivament, s'havien trobat proves fefaents de l'existència d'aquestes ones.

## Premis i reconeixements
- 2007ː Premi Edward A. Bouchet.[8]
- 2016ː Premi Domingo Faustino Sarmiento, atorgat pel Senat de la Nació Argentina.[6][9]
- 2016ː Seleccionada com una dels científics més influents del 2016 per la revista Nature.[10]
- 2017: Premi Bruno Rossi.[11]
- 2017: Premi anual de l'Acadèmia Nacional de Ciències dels Estats Units al descobriment científic, juntament amb David Reitze i Peter Saulson.[3][4]

## Vida privada
Va contreure matrimoni amb el també físic Jorge Pullin.